# Clive Barker's Undying
Clive Barker's Undying è uno sparatutto in prima persona prodotto e distribuito dalla Electronic Arts nel 2001. Il suo ideatore è il maestro dell'incubo Clive Barker, il quale ha anche prestato la sua voce per il personaggio di Ambrose Covenant.
Il gioco vanta una grafica d'avanguardia grazie all'utilizzo del motore grafico di Unreal, e un'immensa varietà di mappe esplorabili.

## Trama
Protagonista del gioco è un irlandese di nome Patrick Galloway, ex-veterano nella prima guerra mondiale. Durante il conflitto, Patrick si trovò a fronteggiare la tribù dei Trsanti, nella fattispecie un loro stregone che usò uno speciale amuleto (la pietra di Gel'Ziabar) per contrastarlo. Dopo la battaglia, Jeremiah Covenant, suo commilitone che lo aveva salvato, gli donò lo stesso amuleto.
Ottobre 1923. Dopo aver ricevuto una lettera d'aiuto da Jeremiah, Patrick si reca al suo maniero, su un'isola abbandonata, per trovarlo in una condizione di salute estremamente precaria. Jeremiah rivela a Patrick la storia della sua famiglia: lui e i suoi fratelli, da piccoli, hanno trovato un vecchio libro di magia occulta nella biblioteca, e hanno pronunciato un rituale davanti al misterioso cerchio di pietre dell'isola. Questo rituale di evocazione del Re Non-Morente (the Undying King), fatto per gioco, trasforma i caratteri dei fratelli e le sorelle di Jeremiah, che sono impazziti al punto da uccidersi gli uni gli altri o andati incontro a una morte prematura. Ora i Covenant sono risorti come non-morti, e stanno cercando di uccidere Jeremiah e di completare il rituale, che permetterà al Re Non-Morente di camminare di nuovo sulla Terra. Patrick dovrà quindi eliminare i fratelli Covenant e fronteggiare ancora una volta un rivale del passato Otto Keisinger, che non contento di aver fatto accusare Patrick della morte di sua moglie e di esiliarlo fuori dall'Irlanda, sembra determinato a volerlo morto.

## Modalità di gioco
Il gameplay appare molto equilibrato per ciò che riguarda l'esplorazione e il combattimento. Procedendo nel gioco, Patrick avrà l'opportunità di conversare con gli abitanti dell'isola e di trovare dei documenti. Gli indizi vengono trascritti sul diario di Patrick, che il giocatore può consultare in qualsiasi momento premendo F3. Il diario tiene anche nota di tutte le armi e gli incantesimi che si guadagnano nel corso del gioco, fornendo una breve spiegazione. Vi è anche un sistema di inventario, che consente di utilizzare kit medici e altri oggetti bonus raccolti nel corso dell'avventura.
Il combattimento contro i mostri prevede l'utilizzo di armi e incantesimi, nonché un minimo di tattica: infatti, non è necessario solo sparare all'impazzata, ma anche schivare, correre e scegliere adeguatamente l'equipaggiamento da utilizzare. Gli incantesimi utilizzabili da Patrick sono sia offensivi che difensivi, il loro uso consuma mana e possono essere potenziati utilizzando speciali cristalli magenta, gli Amplificatori.

### Armi
- Pietra di Gel'Ziabar (Gel'Ziabar's stone): Una pietra magica di colore verde che Patrick porta sempre al collo. Genera potentissime onde d'urto con le quali è possibile tenere alla larga i nemici, inoltre si illumina quando ci sono degli indizi visibili con lo Scrye (vedi sotto) e potenzia di un livello tutti gli incantesimi finché è tenuta in mano.
- Revolver: L'arma iniziale. Un revolver da sei colpi che è possibile caricare con proiettili d'argento per aumentare il danno.
- Fucile (Shotgun): Un fucile a canne mozze a singola e doppia azione che è possibile caricare con bossoli di fosforo per aumentare il danno.
- Falce dei Celti (Scythe of the Celts): È una falce magica, necessaria per eliminare i non-morti (tra cui i Covenant) e addirittura sottrarre energia vitale alle sue vittime per restituirla a Patrick.
- Cannone da guerra tibetano (Tibetan War Cannon): È un enorme cannone con la bocca a foggia di testa di drago, che lancia dei blocchi di ghiaccio.
- Impalatore (Speargun): È un fucile/balestra in grado di sparare arpioni. Può essere combinato con l'incantesimo Fulmine in modo da poter sparare arpioni elettrificati.
- Uova di fenice (Phoenix Eggs): Funzionano come un lanciamissili. Se lanciate, si sprigiona da esse una fenice infuocata che va a colpire i nemici o addirittura permettono a Patrick di vedere attraverso gli occhi della fenice stessa per direzionare meglio la traiettoria.
- Bombe molotov (Molotov Cocktails): Sono bottiglie piene di liquido infiammabile. Incendiano l'area dove impattano, provocando danni pesanti.

### Incantesimi
- Scrye: Incantesimo di chiaroveggenza. Il primo appreso da Patrick, che consente di vedere e sentire cose del passato e presenze ultraterrene altrimenti invisibili ad occhio nudo, nonché indizi da utilizzare per il proseguimento del gioco. Usando lo Scrye davanti a un ritratto di un membro dei Covenant, si rivelerà il suo aspetto da non-morto (usandolo invece davanti al ritratto di Jeremiah, apparirà con la testa mozzata ai suoi piedi).
- Ectoplasma (Ectoplasm): L'incantesimo d'attacco basilare. Scaglia delle sfere blu di ectoplasma addosso ai nemici (è possibile tenere premuto il tasto dell'incantesimo per scagliarle in maniera rapida). È più efficace a corto raggio.
- Dissolvi magia (Dispel): Neutralizza gli effetti di alcuni incantesimi.
- Invocazione (Invoke): Richiama gli spiriti dei nemici caduti affinché combattano al fianco di Patrick. Può anche essere utilizzato per uccidere istantaneamente i non-morti, come gli scheletri, ma così facendo l'incantesimo consumerà un maggiore quantitativo di mana.
- Rapidità (Haste): Fa correre Patrick più veloce.
- Scudo (Shield): Genera uno scudo trasparente di fronte a Patrick, che gli permetterà di parare alcuni danni per un determinato periodo di tempo. Più viene potenziato per mezzo degli Amplificatori, più danni potrà sostenere prima di infrangersi.
- Tempesta di teschi (Skull Storm): Lancia dei teschi infuocati addosso ai nemici. Trattenendo (e potenziandolo con gli Amplificatori) l'incantesimo, gli permette di lanciare più teschi alla volta.
- Fulmine (Lightning): Colpisce i nemici con dei fulmini.

## Boss

### Lizbeth Covenant
La più piccola dei Covenant. Patrick dovrà affrontarla nelle catacombe dell'antico monastero dell'isola, dopo aver recuperato la Falce dei Celti per mezzo di un portale verso il passato.
Lizbeth invia dei mostri contro Patrick, mentre lo insegue all'interno di una grande sala lanciandogli pietre o colpendolo con i suoi artigli a distanza ravvicinata. Quando Lizbeth è prossima alla morte, entrerà in una sorta di furia omicida in cui sarà molto più veloce di prima. Dopo altri danni, bisognerà infliggerle il colpo di grazia decapitandola con la Falce. Viene infine mostrata una scena in cui Patrick porta la testa mozzata di Lizbeth sopra un dirupo, mentre questa continua a lanciargli delle maledizioni, la passa su un braciere li vicino per accenderla e la getta via.

### Aaron Covenant
L'artista della famiglia, Aaron ha un rapporto conflittuale con la sorella Bethany, che la porterà a torturarlo brutalmente e strappargli la mandibola per non dargli pace. Inizialmente si aggira per la casa come uno spettro, attaccando Patrick e sfuggendo ad ogni tipo di attacco, Solo dopo che Patrick ricongiungerà la mandibola al corpo sfigurato di Aaron potrà finalmente affrontarlo e sconfiggerlo una volta per tutte.

### Ambrose Covenant
Il pirata della famiglia. Dopo aver ucciso il padre e datosi per morto, Ambrose ritorna con i suoi alleati Trsanti per incontrare Jeremiah. Patrick lo affronterà in una delle sale del maniero, dopo avergli consegnato la Pietra di Gel'Ziabar in cambio della vita di Jeremiah. Ambrose non rispetterà il patto e con un colpo della sua pesante alabarda ucciderà Jeremiah per poi usare il potere della pietra e diventare un mostro gigantesco.
Ambrose cercherà di colpire Patrick con la sua alabarda, e l'unica cosa che il giocatore potrà fare è schivare i suoi colpi finché il boss non sarà distratto da una strana creatura. A quel punto, sparando alla pietra di Gel'Ziabar sull'alabarda, Ambrose perderà temporaneamente i suoi poteri dando al giocatore il tempo di decapitarlo con la Falce.

### Bethany Covenant
Ossessionata dall'occulto, Bethany ha conosciuto personaggi autorevoli dell'epoca in modo da poterne carpire i segreti (tra di essi spicca persino il nome di Aleister Crowley), terminando la sua esperienza (e la sua vita) per mano di Otto Keisinger, che la relega in una dimensione chiamata Autunno Eterno, dove vivono creature mortali e tribù primitive intente a farsi guerra tra di loro. Patrick verrà catapultato nella dimensione in questione e solo in essa riesce a trovare e sconfiggere Bethany. La rivelazione dopo la sua morte apre gli occhi di Patrick, scoprendo di essere stato coinvolto in qualcosa di più grande di lui, ordito da una mente sudbola e perversa.

### Otto Keisinger
Occultista e viaggiatore di mondi paralleli, scopre la dimensione di Oneiros, della quale si autoproclama il sovrano e padrone. Patrick lo reincontra per l'ultima volta, imputando a lui la colpa della maledizione dei Covenant. La sua morte porterà gioia e ringraziamento da parte degli abitanti di Oneiros nei confronti di Patrick, che lo rimanderanno nella sua dimensione originale con un dono magico.